# Unión Castellana Agraria
Unión Castellana Agraria (UCA) fue un partido político español con actividad en la provincia de Palencia, donde se fundó en junio de 1931. Estuvo activo durante la Segunda República Española, aglutinando a los sectores conservadores y agraristas de pequeños y medianos propietarios de Palencia. Entre sus dirigentes destacaron Ricardo Cortés Villasana y Juan Díaz Caneja.
En las elecciones municipales de 1931 disputó el electorado a la candidatura de Abilio Calderón. 
Cabe señalar que el partido tenía un componente vagamente castellanista, aunque conservador: Ricardo Cortés Villasana era "favorable a que Castilla y León alcanzase un estatus autonómico como el de Cataluña y el País Vasco"; y Juan Díaz Caneja era autor de numerosos escritos de juventud de corte de netamente castellanista, aunque desde posiciones conservadoras, sobre la emigración castellana, la política arancelaria o las zonas neutrales.
El partido se integró en la Confederación Nacional de Derechas Autónomas (CEDA).